# Brómetán
A brómetán egy halogénezett szénhidrogén, az etán brómozott származéka. Színtelen, illékony, jellegzetes szagú folyadék. Erősen fénytörő. Gyúlékony vegyület. Vízben alig oldódik, de az alkohol és az éter jól oldja.

## Kémiai tulajdonságai
Fény hatására elbomlik. A reakció során bróm válik ki, ettől a vegyület barnás színű lesz. Gyúlékony, még az égő cigaretta is lángra lobbantja. Ha lángba jut, erősen mérgező karbonil-bromid (COBr2) képződik.

## Élettani hatása
A brómetán kisebb mennyiségben, levegővel keverve érzéstelenítő hatású. Nagyobb mennyiségben mérgezést okoz, ami légzési nehézségekkel és a végtagok remegésével jár. A mérgezés akár halálos kimenetelű is lehet. 

## Előállítása
Brómetán előállításához etanolhoz először kénsavat, majd kálium-bromidot adnak erős hűtés közben. A képződő brómetánt ledesztillálják. Előállítható brómmal vörösfoszfort tartalmazó abszolút etanolból is.

## Felhasználása
Szerves kémiai szintézisekkor alkalmazzák etilezőszernek. Korábban altatószerként használták kisebb műtétekkor.